# Kawambwa, Zambia
Kawambwa  este un oraș  în partea de nord a Zambiei, în provincia Luapula.